# 勒皮 (吉伦特省)
勒皮（法語：Le Puy，法語發音：[lə pɥi]）是法国吉伦特省的一个市镇，属于朗贡区。

## 地理
勒皮（44°39'40"N, 0°4'23"E）面积8.15 平方千米，位于法国新阿基坦大区吉倫特省，该省份为法国西南部沿海省份，是法國本土面积最大的省，北起滨海夏朗德省，西临大西洋，南至朗德省，东南接洛特-加龍省，东临多爾多涅省。
与勒皮接壤的市镇（或旧市镇、城区）包括：圣费尔姆、库蒂尔、迪约利沃勒、蒙塞居尔、圣叙尔皮斯-德吉耶拉格。
勒皮的时区为UTC+01:00、UTC+02:00（夏令时）。

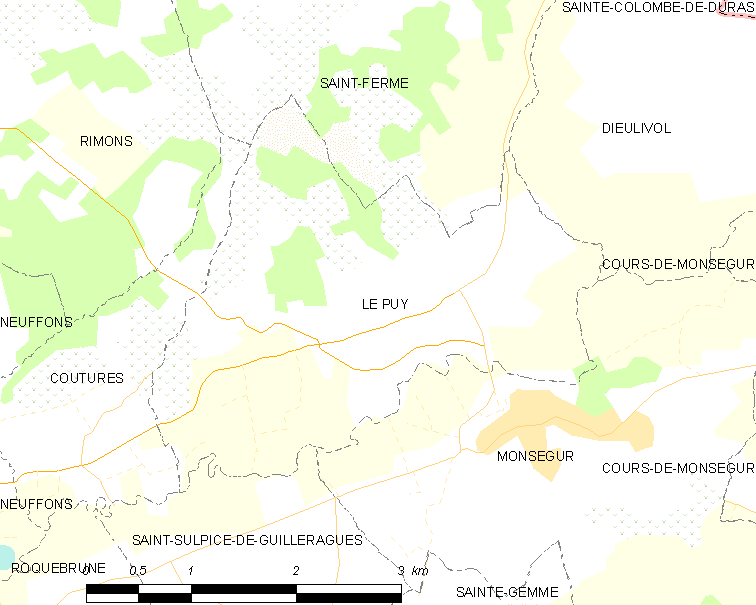
勒皮的OSM定位图

## 行政
勒皮的邮政编码为33580，INSEE市镇编码为33345。

## 政治
勒皮所属的省级选区为勒雷奥莱-莱巴斯蒂德县。

## 人口

1962-2008年间勒皮人口变化图示

勒皮于2022年1月1日时的人口数量为394人。